# Rebecca Romijn
Rebecca Romijn (ur. 6 listopada 1972 w Berkeley) – amerykańska aktorka i modelka.

## Życiorys
Pochodzi z Kalifornii, gdzie rozpoczęła międzynarodową karierę. Było to dopiero w 1995 roku, kiedy miała już 23 lata. Wówczas studiowała na uniwersytecie w Santa Cruz specjalizując się w muzyce. Jednocześnie miała spore problemy finansowe i to spowodowało, że zaczęła szukać pracy. Znalazła ją w jednej z agencji modelek w San Francisco, a dwa miesiące później pojawiła się już na paryskich wybiegach. Wkrótce została modelką kontraktową Escady, Chantala Thomassa, Giorgio Armaniego, Soni Rykiel i Christiana Diora, a w latach 1997–2001 była modelką katalogów Victoria’s Secret. Ponadto współpracuje ze Sports Illustrated oraz Tommy Hilfiger. Pojawiała się na okładkach prestiżowych magazynów mody na świecie, jak: Elle, Cosmopolitan, Glamour, Mademoiselle, Grazzia, GQ, Marie Claire. Pracowała również jako modelka w Kapsztadzie w Południowej Afryce.
Od czasu do czasu próbuje swych sił w aktorstwie. Między innymi gościła w MTV House of Style, „Austin Powers”, miała epizody w „Przyjaciołach” oraz „Pełnej chacie”. Występ właśnie w tym ostatnim serialu miał dla modelki bardzo duże znaczenie, tym razem na gruncie uczuciowym. Tam właśnie poznała swojego byłego już męża, Johna Stamosa, który jest jednym z głównych bohaterów tego serialu komediowego.
14 lipca 2007 poślubiła Jerry’ego O’Connella. Mają dwie córki, bliźniaczki Dolly i Charlie (ur. 28 grudnia 2008).

## Filmografia
- 2022: Star Trek: Strange New Worlds jako Number One
- 2018: The Swinging Lanterns Stories jako Malia
- 2017: Love Locks jako Lindsey
- 2015: Larry Gaye: Zbuntowany steward jako Sally, stewardesa-robot
- 2014-2018: Bibliotekarze jako Eve Baird
- 2014: Phantom Halo jako Pani Rose
- 2014: The Pro jako Margot
- 2013: King & Maxwell jako Michelle Maxwell
- 2012: Dobre uczynki jako Heidi
- 2011: X-Men: Pierwsza klasa jako Mystique (epizod)
- 2009: Eastwick jako Roxie Torcoletti
- 2007: Brzydula Betty jako Alex – Alexis Meade
- 2006: X-Men: Ostatni bastion jako Mystique
- 2005: Man About Town jako Nina Giamoro
- 2005: Alibi
- 2004: Godsend jako Jessie Duncan
- 2004: Punisher jako Joan 'The Mouse'
- 2003: X-Men 2 jako Mystique
- 2002: Simone jako Faith
- 2002: Femme fatale jako Laure Ash
- 2002: Rollerball jako Aurora
- 2000: Stażystka
- 2000: X-Men jako Mystique
- 1999: Hefner: Unauthorized jako Kimberly Hefner
- 1999-2001: Jack & Jill jako Paris Everett
- 1998: Dirty Work (Brudna robota) jako Bearded Lady
- 1997-2003: Ja się zastrzelę jako Adrienne Barker Finch
- 1994-2004: Przyjaciele jako Cheryl